# REE Modèles
 (juillet 2022).
Si vous disposez d'ouvrages ou d'articles de référence ou si vous connaissez des sites web de qualité traitant du thème abordé ici, merci de compléter l'article en donnant les références utiles à sa vérifiabilité et en les liant à la section « Notes et références ».
REE Modèles (ou REE MODELES) est un fabricant français de trains miniatures et véhicules routiers miniatures, fondé en 2008 par cinq passionnés.
Leur nom est un acronyme de Rails Europ Express.
La production comprend principalement du matériel ferroviaire roulant (locomotives, voitures voyageurs et wagons), reproduit à l'échelle HO et dans une moindre mesure à l'échelle N. Le niveau de détail des reproductions fait partie de ce qui se fait de mieux en miniature industrielle et les modèles numérisés font parfois preuve d'innovation technique (pantographe motorisé, fumée pulsée sortant de la cheminée ou des cylindres synchronisée avec la vitesse sur locomotive à vapeur...). Les études sont réalisées en France et la fabrication à l'étranger (Chine), mais des investissements importants sont menés par la société pour rapatrier la fabrication de pièces en impression 3D, ainsi que les cartes électroniques en France et en Europe.

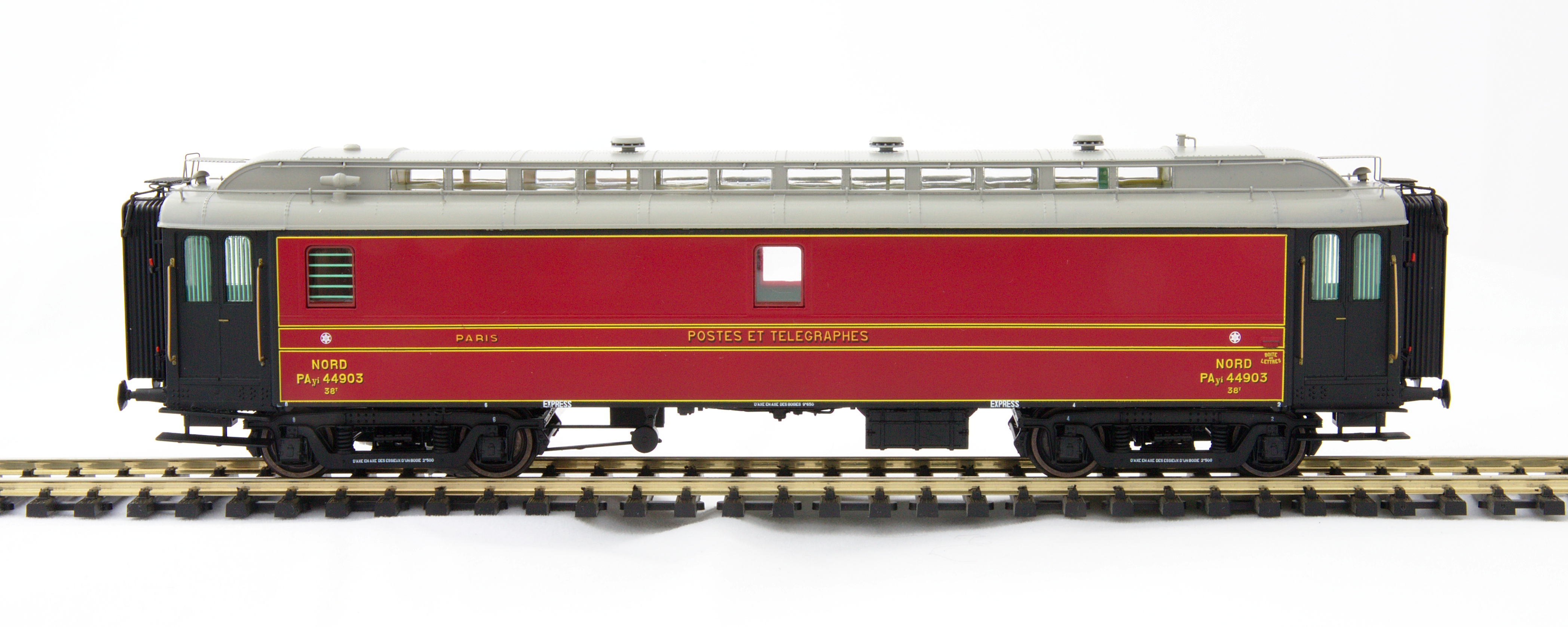
Modèle réduit de bureau ambulant OCEM à l'échelle HO.